# Alfons Dorfner
Alfons Dorfner (Lembach im Mühlkreis, 27 gennaio 1911 – Linz, 22 gennaio 1982) è stato un canoista austriaco.
Ha vinto una medaglia d'oro nel K2 1000 m in coppia con Adolf Kainz alle Olimpiadi di Berlino 1936.

## Palmarès
- Olimpiadi
  - Berlino 1936: oro nel K2 1000 m.